# Équipe d'Arabie saoudite de football à la Coupe du monde 2002
Cet article présente la campagne de l'Équipe d'Arabie saoudite de football lors de la phase finale de la Coupe du monde 2002, organisée en Corée du Sud et au Japon. Le sélectionneur, Nasser al-Johar, nommé par la fédération saoudienne nommé en octobre 2000 parvient à qualifier les Faucons Verts pour leur troisième phase finale de Coupe du monde consécutive.
La sélection saoudienne quitte la compétition dès le premier tour, encaissant trois défaites en autant de matchs et sans marquer un seul but. Le match d'ouverture, face aux futurs vice-champions du monde allemands tourne à la correction, avec une déroute sur le score de 8-0. Les deux autres rencontres, face au Cameroun et à l'Irlande, confirment le faible niveau des hommes d'al-Johar.

## Qualifications
Les qualifications de la zone Asie se déroulent en deux phases. Les 36 nations inscrites sont réparties en 10 groupes de 3 ou 4 équipes, qui s'affrontent en matchs aller et retour et où seule la meilleure équipe se qualifie pour la deuxième phase. Ensuite, les 10 nations en lice sont réparties en deux poules de cinq. Le premier de chaque poule obtient son billet pour la phase finale, les deuxièmes s'affrontent en barrage : le vainqueur est directement qualifié, le vaincu doit affronter un barragiste de la zone Europe.

### Premier tour
Lors de ce premier tour, le groupe 10 compte quatre équipes : l'Arabie saoudite, le Viêt Nam, la Mongolie et le Bangladesh. Tous les matchs sont disputés au stade Prince Mohamed bin Fahd de Dammam du 8 au 19 février 2002. Ce premier tour est une formalité pour les Saoudiens, qui gagnent tous leurs matchs sans encaisser un seul but.
| Rang | Équipe          | Pts | J | G | N | P | Bp | Bc | Diff |  | Résultats (▼ dom., ► ext.) |     |     |     |     |
| ---- | --------------- | --- | - | - | - | - | -- | -- | ---- |  | -------------------------- | --- | --- | --- | --- |
| 1    | Arabie saoudite | 18  | 6 | 6 | 0 | 0 | 30 | 0  | +30  |  | Arabie saoudite            |     | 5-0 | 6-0 | 6-0 |
| 2    | Viêt Nam        | 10  | 6 | 3 | 1 | 2 | 9  | 9  | 0    |  | Viêt Nam                   | 0-4 |     | 0-0 | 4-0 |
| 3    | Bangladesh      | 5   | 6 | 1 | 2 | 3 | 5  | 15 | -10  |  | Bangladesh                 | 0-3 | 0-4 |     | 2-2 |
| 4    | Mongolie        | 1   | 6 | 0 | 1 | 5 | 2  | 22 | -20  |  | Mongolie                   | 0-6 | 0-1 | 0-3 |     |

### Deuxième tour
L'Arabie saoudite est versée dans le groupe A de ce deuxième tour, en compagnie de quatre autres sélections : l'Iran, Bahreïn, la Thaïlande et l'Irak. Les matchs face à l'Irak sont joués sur terrain neutre, à Manama (Bahrein) et Amman (Jordanie).
| Rang | Équipe          | Pts | J | G | N | P | Bp | Bc | Diff |  | Résultats (▼ dom., ► ext.) |     |     |     |     |     |
| ---- | --------------- | --- | - | - | - | - | -- | -- | ---- |  | -------------------------- | --- | --- | --- | --- | --- |
| 1    | Arabie saoudite | 17  | 8 | 5 | 2 | 1 | 17 | 8  | +9   |  | Arabie saoudite            |     | 2-2 | 1-1 | 1-0 | 4-1 |
| 2    | Iran            | 15  | 8 | 4 | 3 | 1 | 10 | 7  | +3   |  | Iran                       | 2-0 |     | 0-0 | 2-1 | 1-0 |
| 3    | Bahreïn         | 10  | 8 | 2 | 4 | 2 | 8  | 9  | -1   |  | Bahreïn                    | 0-4 | 3-1 |     | 2-0 | 1-1 |
| 4    | Irak            | 7   | 8 | 2 | 1 | 5 | 9  | 10 | -1   |  | Irak                       | 1-2 | 1-2 | 1-0 |     | 4-0 |
| 5    | Thaïlande       | 4   | 8 | 0 | 4 | 4 | 5  | 15 | -10  |  | Thaïlande                  | 1-3 | 0-0 | 1-1 | 1-1 |     |

## Préparation
L'Arabie saoudite ne joue qu'un seul véritable match de préparation, face à une sélection qui va devenir quelques semaines plus tard la révélation de la compétition mondiale, le Sénégal.
| 14 mai 2002 | Arabie saoudite                               | 3 - 2 | Sénégal                         | Stade international du Roi-Fahd, Riyad |  |
|             | al-Jaber 9e (pen.) · al-Yami 48e · Suweid 61e |       | S.Camara 45e · Diouf 50e (pen.) |                                        |  |
|             | (Rapport)                                     |       |                                 |                                        |  |

## Coupe du monde 2002

### Effectif
Voici la liste des 22 joueurs sélectionnés par Nasser al-Johar pour la phase finale de la Coupe du monde 2002 en Corée du Sud et au Japon :
| n° | Position          | Joueur                    | Âge | Sél. | Club                                      |
| -- | ----------------- | ------------------------- | --- | ---- | ----------------------------------------- |
| 1  | gardien           | Mohammed al-Deayea        | 29  | 168  | Al-Hilal Football Club ( Arabie saoudite) |
| 2  | défenseur         | Mohammed al-Jahani        | 26  | 73   | Al Ahly Djeddah ( Arabie saoudite)        |
| 3  | défenseur         | Redha Takar               | 26  | 5    | Al-Shabab Riyad ( Arabie saoudite)        |
| 4  | défenseur         | Abdullah Zubromawi        | 28  | 115  | Al Ahly Djeddah ( Arabie saoudite)        |
| 5  | défenseur         | Mohsin Harthi             | 25  | 20   | Al Nasr Riyad ( Arabie saoudite)          |
| 6  | défenseur         | Fouzi al-Shehri           | 22  | 2    | Al Ahly Djeddah ( Arabie saoudite)        |
| 7  | milieu de terrain | Ibrahim al-Shahrani       | 27  | 59   | Al Ahly Djeddah ( Arabie saoudite)        |
| 8  | milieu de terrain | Mohammad Nour             | 24  | 29   | Al-Ittihad ( Arabie saoudite)             |
| 9  | attaquant         | Sami al-Jaber             | 29  | 148  | Al-Hilal Football Club ( Arabie saoudite) |
| 10 | milieu de terrain | Mohammad al-Shalhoub      | 21  | 17   | Al-Hilal Football Club ( Arabie saoudite) |
| 11 | attaquant         | Obeid al-Dosari           | 26  | 97   | Al Ahly Djeddah ( Arabie saoudite)        |
| 12 | défenseur         | Ahmad al-Doukhi           | 25  | 47   | Al-Hilal Football Club ( Arabie saoudite) |
| 13 | défenseur         | Hussein Sulimani          | 25  | 80   | Al Ahly Djeddah ( Arabie saoudite)        |
| 14 | milieu de terrain | Abdul Aziz al-Khathran    | 28  | 0    | Al-Shabab Riyad ( Arabie saoudite)        |
| 15 | attaquant         | Abdullah Jumaan al-Dosari | 24  | 20   | Al-Hilal Football Club ( Arabie saoudite) |
| 16 | milieu de terrain | Khamis al-Owairan         | 28  | 76   | Al-Ittihad ( Arabie saoudite)             |
| 17 | milieu de terrain | Abdullah al-Waked         | 26  | 45   | Al-Shabab Riyad ( Arabie saoudite)        |
| 18 | milieu de terrain | Nawaf al-Temyat           | 25  | 48   | Al-Hilal Football Club ( Arabie saoudite) |
| 19 | milieu de terrain | Omar al-Ghamdi            | 22  | 28   | Al-Hilal Football Club ( Arabie saoudite) |
| 20 | attaquant         | Al Hasan al-Yami          | 29  | 18   | Al-Ittihad ( Arabie saoudite)             |
| 21 | gardien           | Mabrouk Zayed             | 23  | 1    | Al-Ittihad ( Arabie saoudite)             |
| 22 | gardien           | Mohammed al-Khojali       | 29  | 12   | Al Nasr Riyad ( Arabie saoudite)          |
| 23 | défenseur         | Mansour al-Thagafi        | 23  | 0    | Al Nasr Riyad ( Arabie saoudite)          |

### Premier tour
| Classement final |                      |     |   |   |   |   |    |    |      |
|                  | Équipe               | Pts | J | G | N | P | BP | BC | Diff |
| 1                | Allemagne            | 7   | 3 | 2 | 1 | 0 | 11 | 1  | +10  |
| 2                | République d'Irlande | 5   | 3 | 1 | 2 | 0 | 5  | 2  | +3   |
| 3                | Cameroun             | 4   | 3 | 1 | 1 | 1 | 2  | 3  | -1   |
| 4                | Arabie saoudite      | 0   | 3 | 0 | 0 | 3 | 0  | 12 | -12  |

| 1er juin | République d'Irlande | 1 | 1 | Cameroun             |
| 1er juin | Allemagne            | 8 | 0 | Arabie saoudite      |
| 5 juin   | Allemagne            | 1 | 1 | République d'Irlande |
| 6 juin   | Cameroun             | 1 | 0 | Arabie saoudite      |
| 11 juin  | Allemagne            | 2 | 0 | Cameroun             |
| 11 juin  | République d'Irlande | 3 | 0 | Arabie saoudite      |

| 1er juin 2002                     | Allemagne                                                                                      | 8 - 0 | Arabie saoudite | Sapporo Dome, Sapporo                          |                                                |
| 20:30 · Historique des rencontres | Klose 20e, 25e, 70e · Ballack 40e · Jancker 45+1e · Linke 73e · Bierhoff 84e · Schneider 90+1e |       |                 | Spectateurs : 32 218 Arbitrage : Ubaldo Aquino | Spectateurs : 32 218 Arbitrage : Ubaldo Aquino |
| 20:30 · Historique des rencontres | (Rapport)                                                                                      |       |                 | Spectateurs : 32 218 Arbitrage : Ubaldo Aquino | Spectateurs : 32 218 Arbitrage : Ubaldo Aquino |

| 6 juin 2002                       | Cameroun  | 1 - 0 | Arabie saoudite | Saitama Stadium, Saitama                     |                                              |
| 18:00 · Historique des rencontres | Eto'o 66e |       |                 | Spectateurs : 52 328 Arbitrage : Terje Hauge | Spectateurs : 52 328 Arbitrage : Terje Hauge |
| 18:00 · Historique des rencontres | (Rapport) |       |                 | Spectateurs : 52 328 Arbitrage : Terje Hauge | Spectateurs : 52 328 Arbitrage : Terje Hauge |

| 11 juin 2002                      | Arabie saoudite | 0 - 3 | République d'Irlande                   | International Stadium Yokohama, Yokohama      |                                               |
| 20:30 · Historique des rencontres |                 |       | Robbie Keane 7e · Breen 61e · Duff 87e | Spectateurs : 65 320 Arbitrage : Falla N'Doye | Spectateurs : 65 320 Arbitrage : Falla N'Doye |
| 20:30 · Historique des rencontres | (Rapport)       |       |                                        | Spectateurs : 65 320 Arbitrage : Falla N'Doye | Spectateurs : 65 320 Arbitrage : Falla N'Doye |